# Kwalifikator (leksykografia)
Kwalifikator – pojęcie dotyczące słowników językowych. W słownikach jednojęzycznych odnosi się do wyrazu hasłowego, w słownikach dwujęzycznych to dodatkowa charakterystyka wyrazu hasłowego lub ekwiwalentu.
Kwalifikatory to wyrażenia wskazujące na określone funkcje wyrazów hasłowych lub/i ekwiwalentów (odpowiedników) w drugim języku, w tym na ich wartość stylistyczną lub przynależność do określonej dziedziny. Kwalifikatory mają zwykle formę skrótów. W monodyrekcjonalnych (por. dyrekcjonalność) słownikach polsko-niemieckich (polsko-angielskich itp.) przeznaczonych dla użytkownika polskiego skróty formułowane są w języku polskim.
Można wyróżnić następujące rodzaje kwalifikatorów (w nawiasie terminy używane często przez polskich germanistów w oparciu o terminologię autorów niemieckich):
- dziedzinowe (diatechniczne) – informują o przynależności wyrazu do określonej dziedziny rzeczywistości, dziedziny wiedzy, np.: arch. (architektura), szkol. (szkolnictwo), med. (medycyna);
- stylistyczne (diastratyczne) – wskazują na zawartość stylistyczną wyrazu, np.: pot. (potoczny), poet. (poetycki);
- geograficzne (diatopiczne) – wskazują na uwarunkowania terytorialne, np.: austr. (wyraz używany w Austrii), dial. (dialekt);
- ekspresywne (diakonotatywne) – sygnalizują emocjonalne zabarwienie wyrazu, np.: żart. (żartobliwy), pej. (pejoratywny);
- chronologiczne (diachroniczne) – informują o użyciu chronologicznym, np.: przest. (przestarzały), dawn. (był używany dawniej);
- społeczno-środowiskowe – identyfikują wyrazy funkcjonujące w określonych grupach społecznych, np.: młodz. (młodzieżowy), uczn. (uczniowski).

W słownikach jednojęzycznych (rzadziej w słownikach dwujęzycznych) występują ponadto: kwalifikatory diaintegratywne wskazujące na język, z którego pochodzi wyraz obcy, kwalifikatory dianormatywne informujące, że wyraz (lub jego forma) występujący w słowniku jest niepoprawny.